# 常徳府

湖南省の常徳府の位置（1820年）

常徳府（じょうとくふ）は、中国にかつて存在した府。宋代から民国初年にかけて、現在の湖南省常徳市一帯に設置された。

## 概要
1165年（乾道元年）、南宋により鼎州が常徳府に昇格した。常徳府は荊湖北路に属し、武陵・桃源・竜陽・沅江の4県を管轄した。
1275年（至元12年）、元により常徳府に安撫司が置かれた。1277年（至元14年）、常徳府安撫司は常徳路総管府と改められた。常徳路は湖広等処行中書省に属し、録事司と武陵県と桃源州と竜陽州に属する沅江県の1司1県2州州領1県を管轄した。1364年、朱元璋により常徳路は常徳府と改められた。
明のとき、常徳府は湖広省に属し、武陵・桃源・竜陽・沅江の4県を管轄した。
清のとき、常徳府は湖南省に属し、武陵・桃源・竜陽・沅江の4県を管轄した。
1913年、中華民国により常徳府は廃止された。